# スタートメニュー
スタートメニュー（Start menu）は、マイクロソフトが開発するオペレーティングシステムであるWindows 95からWindows 7、Windows 10以降に搭載されているメニューである。
初期状態では、タスクバーの左側に表示されるスタートボタンを押すことで表示される。なお、Windows Vista以降は、ボタンは実際には「スタート」とは記述されずに、Windowsのロゴマークのみとなった。

## Windows 8 以前

### Windows 95 〜 Windows ME まで
Windows 95で初めて登場したスタートメニューは、
「プログラム」「最近使ったファイル」「設定」「検索」「ヘルプ」「ファイル名を指定して実行」「Windows の終了」
の7つの項目が縦一列にまとめられており、今のスタートメニューと比べると非常にシンプルなものだった。なお、このスタートメニューはWindows MEまで受け継がれた。

### Windows XP
2001年に発売されたWindows XPでは、スタートメニューが見直され、左側に最近使用したプログラムが、右側にマイ コンピュータやコントロール パネル、ユーザーの個人ファイルなどのライブラリの項目が表示されるようになった。
そのため、Windows MEまでのスタートメニューに慣れたユーザーが戸惑わないようにWindows MEまでのスタイルのスタートメニューに切り替えることもできた。なお、この機能はWindows Vistaまで受け継がれた。

### Windows Vista
2006年に発売されたWindows Vistaでは、Windows XPのスタートメニューが改良され、検索機能が追加された。右側ペインのドキュメントなどの項目にマウスカーソルを合わせると、それに応じてアカウント画像の部分が、それを表すアイコンに変化するなどの演出が追加された。また電源関連の項目では、デフォルトではスリープが設定されるようになったが、コントロール パネルの電源オプションから、シャットダウンに置き換えることができる。

### Windows 7
2009年に発売されたWindows 7では、シャットダウンメニューが変更されたこと以外はほとんど変化がない。なお、このバージョンから、Windows MEまでのスタイルのスタートメニューに切り替える機能が廃止された。

## Windows 8 以降

### Windows 8
2012年に発売されたWindows 8では、「使用頻度の減少」を理由にスタート画面に置き換えられ、タスク バーからWindows ロゴが消滅した。また、スタートメニューから電源関連の項目が削除され、サインアウトやユーザーの切り替えのみが表示されるようになった。ちなみに、左下にある「デスクトップの表示」ボタンと同じ幅の余白が空いており、そこを押すとスタート画面が表示されるようになっていた。
翌年に発表されたWindows 8.1では、スタートボタンのみが復活した（スタート画面を呼び出すためのボタンとしてのみ機能する）。また、Windows RT 8.1については、Windows 8.1 RT Update 3で、オプションで従来のスタートメニューを設定できるようになった。なおこのスタートメニューは、Microsoft Windows 10の開発者向けビルドであるWindows Technical Previewのスタートメニューの配置を転用したものである。

### Windows 10
2015年に発売されたWindows 10では、スタートメニューが復活した。Windows 95から7までのものに、8系のスタート画面の要素であるライブタイルを統合した形となっている。
Windows 7までのようなスタートメニューのタイプと、Windows 8.xのようなスタート画面のタイプを設定から選べる。前者の場合は、右にピン留めしたタイル、左にアプリ一覧という構成になり、後者の場合は、ピン留めしたタイルのページと、アプリ一覧のページに分かれるような構成になる。
スタートメニューのタイプでは、ウィンドウの時と同じような感覚で、四辺あるいは四隅をドラッグ・アンド・ドロップするとサイズ変更が可能になった。
ピン留めしたタイルを集合させたグループを作ることができ、グループ名を付けることができる。
さらに細かく、ピン留めしたタイルを重ねると、グループ化された1つのタイルに終結させることのできる機能もある。バージョン1809では、それにグループ名を付けられるようになった。

### Windows 11
2021年に発売されたWindows 11では、タスクバーがデフォルトで中央揃えになったことから、スタートメニューがデフォルトで画面中央に表示されるようになった。上側にピン留めしたアプリケーション、下側に最近使用したファイルが表示される。

### 上記以外のWindows
Windows ServerをServer Coreとしてインストールした場合にはタスクバー自体が表示されないため、スタートメニューも使用できない。
Windows CEにおいては、業者がスタートメニューを搭載するか否かを選択できる。

## Windows 以外の事例
Windowsに似た操作体系を作るためなどの理由で、一部のウィンドウマネージャ（IceWMやJWM）にも搭載されている事がある。